# NHK総合テレビジョン番組一覧
NHK総合テレビジョン番組一覧（エヌエイチケイそうごうテレビジョンばんぐみいちらん）では、日本放送協会（NHK）で放送されたテレビ番組のうち、NHK総合テレビジョン（NHK G）で放送中、もしくは放送が終了した番組を紹介する。

## 概説
- 2020年時点、総合テレビで放送されている番組はすべてハイビジョン方式で制作されている。
  - アナログ放送では番組によって14：9、13：9のサイズで放送されることがあった[注釈 1] が、2010年度から順次16：9サイズのレターボックス形式に切り替えている。
- 19時のニュース（現在は『NHKニュース7』）は看板枠になっているため、その直前の18時台は平日のみであるが、各地の放送局が自局で制作するローカルニュースワイド番組になっている（最初の10分間は全国ニュース）。
- ドラマ、バラエティ、ドキュメンタリー番組などではNHK関連団体のNHKエンタープライズ、あるいは外部プロダクションと共同で制作する番組が近年増えつつある。
- NHKのローカル枠は民放制作番組より多い。5分以下の枠から2時間枠まで様々である。
  - 大型枠として2021年度時点では、主に以下の3つの枠が設けられている。
    1. 平日11:30 - 12:00
    2. 平日18:10 - 19:00
    3. 金曜日19:30 - 19:57（地域・番組によっては20:45まで）
- 音楽番組（特にポップス系では）日頃音楽番組には出演機会のない声優、お笑いタレント（歌披露目的）、新選組リアン（日本テレビ）、羞恥心（フジテレビ）、野猿（フジテレビ）、ポケットビスケッツ（日本テレビ）、ブラックビスケッツ（日本テレビ）、アイドリング!!!（フジテレビ）といった民放発の企画物タレント、デビューしていないジャニーズJr.の出演にも積極的である。
- 番組終了時にはごく一部を除いて基本的に「番組タイトル 終（おわり） 制作・著作/NHK」と表示されるが、2021年度（2021年3月29日以降）より、長年続いていた「終（おわり）」の部分が廃止された（例外あり）。

## 共通凡例
- 音声：以下の音声放送
  - 5.1SS：5.1サラウンド放送（デジタル。アナログはS）
  - E：副音声は英語放送
  - 二：その他の二重音声放送
- データ：番組連動データ放送
- BS：BSで放送されている番組
- P4K：BSプレミアム4Kで放送されている番組
- 8K：BS8Kで放送されている番組（NHK BS4K・BS8K 番組表 も参照）
- ▲：NHKプラスで同時配信を実施していない番組
- ■：NHKプラスで見逃し配信を実施していない番組（再放送は全番組）
- ◎：TVerで見逃し配信を実施している番組（TVer 番組一覧 曜日順も参照）
- ◇：GYAO!で見逃し配信を実施している番組（Yahoo!テレビGガイド テレビ番組表も参照）

## ニュース・報道

### 放送中
国内ニュース番組
- NHKニュース
- NHKニュースおはよう日本（1993年4月5日 - ）
- NHKニュース7（1993年4月5日 - ） E
- ニュースウオッチ9（2006年4月3日 - ） E
- 列島ニュース（2020年4月20日 - ） - 大阪局制作
- サタデーウオッチ9（2022年4月2日 - ） E
- 午後LIVE ニュースーン（2024年4月1日 - ）

国際ニュース番組
- キャッチ!世界のトップニュース（2022年3月1日 - ）2023年4月にBS1（2023年12月にBSへ名称変更）から放送波移動

スポーツニュース番組
- サンデースポーツ（1990年4月8日 - ）

時事・報道番組
- 視点・論点（1991年10月7日 - ）
- クローズアップ現代（1993年4月5日 - ） BS
- 日曜討論（1994年4月10日 -）
- 時論公論（2006年4月3日 - ） BS
- みみより!解説（2024年4月1日 - ）
- 明日をまもるナビ（2021年4月4日 - ）

その他
- 気象情報
- 国会中継

### 放送終了
国内ニュース番組
- 映画ニュース（1952年 - 1954年）
- NHK週間ニュース（1953年9月5日 - 1959年4月5日）
- けさのニュース（1957年10月7日 - 1960年）
- NHKきょうのニュース（1960年4月4日 - 1972年4月2日）
- スタジオ102（1965年4月5日 - 1980年4月5日）
- ニュースセンター9時（1974年4月1日 - 1988年4月1日）
- NHKニュースワイド（1980年4月7日 - 1988年4月2日）
- ニュースウィークリー（1981年4月12日 - 1990年3月25日）
- NHKナイトワイド（1987年4月6日 - 1988年4月2日）
- NHKモーニングワイド（1988年4月4日 - 1993年4月2日）
- イブニングネットワーク（1988年4月4日 - 1997年3月31日）
- NHKニュースTODAY（1988年4月4日 - 1990年3月30日）
- NHKナイトニュース（1988年10月3日 - 1990年3月31日）
- NHKニュース21（1990年4月2日 - 1993年4月2日）
- NHKおはようサンデー（1990年4月8日 - 1991年3月31日）
- NHKニュース9（1993年4月5日 - 2006年3月31日）
- NHKニュース11（1994年4月4日 - 2000年3月24日）
- おはよう5（1995年4月3日 - 1999年3月31日）
- NHKネットワークニュース（1996年4月1日 - 1997年3月31日）
- NHK週刊ニュース（1999年4月3日 - 2011年3月5日）
- NHKニュース10（2000年3月27日 - 2006年3月31日）
- お元気ですか日本列島（2003年9月29日 - 2013年3月21日）
- NHKネットワーク54（2005年10月2日 - 2008年3月15日）
- ゆうどき（2006年4月3日 - 2015年3月6日） - 金はゆうどきネットワーク 関西発
- Bizプラス（2012年4月2日 - 2013年3月29日）
- NHKニュース24（2011年4月5日 - 2012年3月31日）
- NEWS WEB 24（2012年4月3日 - 2013年3月30日）
- NEWS WEB（2013年4月1日 - 2016年4月1日）
- ニュース シブ5時（2015年3月30日 - 2022年3月31日）
- ニュースチェック11（2016年4月4日 - 2019年3月29日）
- ニュースきょう一日（2019年4月1日 - 2021年3月26日）
- ニュース きん5時（2021年3月5日 - 2024年3月8日)  - 大阪局制作
- ニュースLIVE! ゆう5時(2022年4月4日 - 2024年3月7日)

国際ニュース番組
- NHK海外ネットワーク（2003年4月6日 - 2015年3月22日）

スポーツニュース番組
- スポーツ・グラフ（1957年4月11日 - 1960年4月1日、1961年4月8日 - 1963年3月31日）
- スポーツアワー（1978年4月3日 - 1984年4月1日）
- きょうのスポーツとニュース（1984年4月2日 - 1987年4月4日）
- スポーツタイム（1988年4月9日 - 1990年3月31日、1993年4月5日 - 1995年3月31日）
- サタデースポーツ（1990年4月7日 - 2005年12月17日、2011年4月2日 - 2022年3月26日）
- スポーツ&ニュース（2006年4月3日 - 2007年3月30日）
- きょうのニュース&スポーツ（2007年4月2日 - 2010年3月26日）
- 土曜スポーツタイム（2007年4月7日 - 2011年3月26日）
- Sportsプラス（2012年4月2日 - 2016年4月1日）
- Bizスポ（2010年3月29日 - 2012年3月30日）

時事・報道番組
- 時事解説（1953年11月2日 - 1954年6月11日）
- ニュースの焦点（1954年10月25日 - 1972年4月2日）
- けさのニュースから（1959年1月5日 - 1961年1月31日）
- 週間ニュース展望（1959年1月11日 - 1959年10月4日）
- 政策をきく（1959年4月8日 - 1960年3月30日）
- 時の表情（1960年4月6日 - 1965年4月2日）
- カメラおかめ八目（1962年4月8日 - 1963年3月31日）
- 時の人（1963年4月1日 - 1964年4月4日）
- 午後の解説（1963年4月8日 - 1966年3月25日）
- けさの話題（1964年4月6日 - 1965年4月4日）
- 政治と政策（1964年4月7日 - 1965年3月30日）
- 時の動き（1965年4月5日 - 1971年3月19日）
- 報道特集（1966年4月10日 - 1970年4月5日）
- ニュースの窓（1969年4月7日 - 1991年3月22日）
- 海外リポート（1969年4月20日 - 1980年3月16日）
- 今週の焦点（1970年4月12日 - 1972年4月2日）
- 日曜特集（1970年4月12日 - 1972年4月2日）
- 社会展望（1971年4月13日 - 1972年3月28日）
- ニュース特集（1972年4月3日 - 1974年3月29日）
- NHKニュース解説（1972年4月3日 - 1984年3月31日、1991年4月1日 - 1991年10月4日）
- 海外の話題（1972年4月8日 - 1980年4月5日）
- テレビ討論（1973年4月7日 - 1974年3月16日）
- みんなで語ろう（1974年4月6日 - 1978年2月13日）
- ニュース展望（1974年4月7日 - 1978年4月2日）
- ニュースセンターリポート（1975年4月12日 - 1978年3月4日）
- 視点（1978年4月9日 - 1991年3月31日）
- きょうの焦点（1984年4月2日 - 1987年4月3日）
- ハロー!ワールド（1985年4月6日 - 1988年3月26日）
- ワールドネットワーク 世界はいま（1986年5月31日 - 1988年4月2日）
- ミッドナイトジャーナル（1990年4月2日 - 1993年3月26日）
- ニュースと解説（1991年4月8日 - 1995年3月24日）
- ナイトジャーナル（1993年4月5日 - 1994年3月24日）
- ニュースプラザ（1995年4月3日 - 1996年3月25日）
- あすを読む（1996年4月1日 - 2006年4月1日）
- 双方向解説・そこが知りたい!（2008年4月12日 - 2011年7月23日）
- 週刊ニュース深読み（2011年4月9日 - 2018年3月24日）
- あの日 わたしは〜証言記録 東日本大震災〜（2012年1月7日 - 2021年3月18日）
- 明日へ つなげよう（2012年4月8日 - 2021年3月14日）
- これでわかった! 世界のいま（2015年4月5日 - 2021年3月28日）
- 週刊まるわかりニュース（2018年4月7日 - 2023年3月19日）
- ニュース地球まるわかり（2021年4月4日 - 2022年3月20日）

## 情報

### 放送中
生活情報番組
- あさイチ（2010年3月29日 - ） データ
- うまいッ!（2012年4月8日 - ）

### 放送終了
生活情報番組
- ホーム・ライブラリー（1953年2月2日 - 1959年4月3日）
- 生活の知恵（1957年4月18日 - 1971年3月24日）
- わが家の健康（1957年11月9日 - 1962年3月29日）
- 婦人グラフ（1958年 - ）
- テレビ婦人の時間（1959年4月 - ）
- 話の四つかど（1959年 - ）
- テレビ人生相談室（1960年 - ）
- 回転いす（1960年 - ）
- おはようみなさん（1960年7月4日 - 1964年4月3日）
- 法律相談室（1961年4月8日 - 1970年4月4日）
- くらしの窓（1962年 - ）
- 経済相談室（1962年 - ）
- 朝のひととき（1964年 - ）
- 午後のひととき（1965年 - ）
- こんにちは奥さん（1966年4月4日 - 1974年3月29日）
- 女性手帳（1967年4月10日 - 1982年3月25日）
- 奥さんごいっしょに（1974年4月1日 - 1980年4月3日）
- くらしのミニ事典（1976年 - ）
- おはよう広場（1980年4月7日 - 1984年3月30日）
- おはようジャーナル（1984年4月3日 - 1991年3月29日）
- にっぽん列島朝いちばん（1985年4月1日 - 1988年4月2日）
- くらしのジャーナル（1991年4月1日 - 1995年3月31日）
- テレビ電話相談（1991年4月8日 - 1995年3月20日）
- 疲労回復テレビ（1993年4月10日 - 1995年3月15日）
- 生活ほっとモーニング（1995年4月3日 - 2010年3月19日）
- 食卓の王様（1996年4月5日 - 2000年3月17日）
- 土曜元気市（1997年4月5日 - 2000年3月18日）
- 土曜ほっとワイド（1999年4月10日 - 2000年3月18日）
- 土曜オアシス（2000年4月8日 - 2003年3月15日）
- 土曜元気市（1997年4月5日 - 2000年3月18日）
- 新・男の食彩（2000年4月8日 - 2003年3月25日）
- たべもの新世紀（2001年4月1日 - 2007年3月18日）
- 食彩浪漫（2003年4月6日 - 2009年3月14日）
- ゆるやかナビゲーション ゆるナビ（2006年4月5日 - 2007年3月14日）
- 家計診断 おすすめ悠々ライフ（2006年4月8日　- 2009年3月14日）
- 産地発!たべもの一直線（2007年4月8日 - 2012年3月18日）
- 土ようマルシェ（2011年4月9日 - 2012年3月17日）
- サラメシ（2011年5月7日 - 2025年3月13日）
- 情報LIVE ただイマ!（2012年4月13日 - 2013年2月8日）
- 情報まるごと（2013年4月4日 - 2015年3月19日）
- ごごナマ（2017年4月3日 - 2021年3月18日）
- きじまりゅうたの小腹すいてませんか?（2019年4月6日 - 2021年2月27日）
- 朝ごはんLab.（2022年7月11日 - 9月26日）

## スポーツ

### 放送中
- 大相撲中継（奇数月） データ・E（英語副音声放送は幕内の中継のみ）
- 大相撲・幕内の全取組（2004年1月12日 - ） BS

放送中の非定時番組
試合の開催時間などにより常に変動し一定でないものや年1回などの単発ものはこちら。
- NHKプロ野球
- Jリーグ中継
- 天皇杯全日本サッカー選手権大会（12月・1月）
- アマチュア野球
  - 選抜高等学校野球大会 （3 - 4月、教育テレビ側との連携）
  - 全国高等学校野球選手権大会・都道府県予選決勝 （7月、教育テレビ側との連携。ただし各都道府県・地域ローカル）
  - 全国高等学校野球選手権大会 （8月、教育テレビ側との連携）
  - 全日本大学野球選手権大会決勝 （年度・状況により教育テレビ側と入れ替え）
  - 東京六大学野球・早慶戦 （年度・状況により教育テレビ側と入れ替え）
- 全国高等学校駅伝競走大会（男子・女子・12月）
- 全国都道府県対抗駅伝競走大会（男子・女子・1月）
- 大阪マラソン（2月）
- NHK杯国際フィギュアスケート競技大会
- 日本ラグビーフットボール選手権大会（2月・3月）
- 全国大学ラグビーフットボール選手権大会（1月）
- ジャパン・オープン・テニス選手権（10月）
- NHK競馬中継（主要GIレース）

### 放送終了
- スポーツだより（1956年 - ）
- テレビスポーツ教室（1961年4月8日 - 1962年3月24日） - 教育テレビに移行。
- オリンピックを成功させよう（1964年 - ）
- 現代のスポーツ（1965年 - ）
- スポーツアワー（1968年4月7日 - 1974年3月31日、1978年4月3日 - 1984年4月1日）
- NHK少年野球教室（1976年 - 1992年）
- アスリートの魂（2011年4月4日 - ） - 本放送としてはBS1に移行。
- ヒーローたちの名勝負（2013年4月6日 - 2014年3月29日）
- グッと!スポーツ（2016年4月5日 - 2019年12月25日）
- スポーツ大陸（2008年4月4日 - 2011年4月3日）
- めざせ!2020年のオリンピアン〜東京五輪の原石たち〜（2014年4月20日 - 2016年3月15日）

## 音楽

### 放送中
- みんなのうた（1961年4月3日 - ）
- NHKのど自慢（1970年4月12日 - ）
- 名曲アルバム（1976年4月5日 - ） 5.1SS（一部）・BS・BSP4K
- SONGS（2007年4月11日 - ）
  - SONGS OF TOKYO（2018年1月1日 - 2023年4月3日）
- うたコン（2016年4月12日 - ） - 月1回は大阪局制作
- はやウタ（2021年4月4日 - ） BSP4K
- Venue101（2022年4月9日 - ）

### 放送終了
歌謡曲番組
- 今週の明星（1953年2月1日 - ）
- 歌の花束（1953年11月 - ）
- ジャズ・コンサート（1954年 - ）
- リズム・アルバム（1955年 - ）
- 花の星座（1956年11月 - ）
- 歌の広場（1956年11月5日 - ）
- 黄金の椅子（1956年11月8日 - ）
- ミュージック・プリズム（1956年 - ）
- 歌の花びら（1956年 - ）
- あひるはうたう（1959年 - ）
- 歌は生きている（1960年 - ）
- 今宵たのしく（1960年 - ）
- リズムとメロディー（1961年 - ）
- 夜のしらべ（1961年 - ）
- あなたが選ぶのど自慢（1961年 - ）
- こよい歌えば（1962年 - ）
- リズムは踊る（1962年 - ）
- 口笛吹けば（1962年 - ）
- きょうのうた（1962年 - 1965年） - ラジオ第1のみへ移行。
- あなたのメロディー（1963年3月23日 - 1985年3月21日）
- ここにも歌がある（1963年4月2日 - 1964年3月31日）
- 週刊テレビ・ジョッキー（1963年4月6日 - 1964年3月7日）
- ひるの歌謡曲（1964年4月 - ）
- 歌のグランド・ショー（1964年4月12日 - 1968年3月31日、1976年4月6日 - 1977年12月21日）
- リズムにのって（1964年4月 - ）
- たのしいコーラス（1965年1月10日 - 1966年4月3日）
- 若さとリズム（1965年10月16日  - 1966年4月2日）
- 夢をあなたに（1966年 - ）
- ひるの軽音楽（1967年4月7日 - 1970年4月2日）
- 音楽の花ひらく（1967年 - ）
- 歌の祭典（1968年4月7日 - 1971年4月4日）
- ステージ101（1970年1月10日 - 1974年3月31日）
- 歌のグランドステージ（1971年 - ）
- ヤング・ミュージック・ショー（1971年10月24日 - 1986年12月29日）
- 歌謡グランドショー（1972年4月4日 - 1973年3月27日）
- 歌のゴールデンステージ（1973年4月3日 - 1976年3月30日）
- ワンマンショー（1973年4月7日 - 1974年3月22日）
- ビッグショー（1974年4月7日 - 1979年3月20日）
- きらめくリズム（1974年4月6日 - 1978年3月11日）
- レッツゴーヤング（1974年4月7日 - 1986年4月13日）
- 花のステージ（1978年1月11日 - 1980年4月3日）
- ビッグスタースペシャル（1979年4月7日 - 1979年9月8日）
- 歌のビッグステージ（1980年4月8日 - 1981年3月31日）
- ふるさと歌謡道場（1980年4月 - ）
- NHK歌謡ホール（1981年4月7日 - 1986年3月18日）
- 勝ち抜き歌謡天国（1984年4月7日 - 1986年3月8日）
- 音楽の好きな街（1984年4月30日 - 1985年3月19日）
- ザッツミュージック（1985年4月3日 - 1989年3月9日）
- ライブステージ（1985年4月25日 - 6月27日）
- NHK歌謡ステージ（1986年4月8日 - 1988年3月15日）
- ヤングスタジオ101（1986年4月20日 - 1988年3月27日）
- 加山雄三ショー（1986年4月12日 - 1989年3月25日）
- ふるさとの文化祭（1986年5月29日 - 1988年3月17日）
- 歌謡パレード（1988年4月5日 - 1991年3月26日）
- ジャストポップアップ（1988年4月9日 - 1991年3月2日）
- 音楽・夢コレクション（1989年4月22日 - 1991年3月30日）
- サウンド プラザ（1988年10月7日 - 1989年3月17日）
- 歌謡リクエストショー（1991年4月2日 - 1992年3月24日）
- メガロックショー（1991年4月6日 - 1992年4月4日）
- 音楽バラエティー 夜にありがとう（1991年4月14日 - 1992年3月15日）
- NHKヒットステージ（1992年4月14日 - 1993年3月16日）
- 音楽は恋人（1992年4月12日 - 1993年3月14日）
- 音楽同志（1992年5月9日 - 1993年2月27日）
- NHK歌謡コンサート （1993年4月17日 - 2016年3月15日）
- POP JAM（1993年4月10日 - 2007年3月16日）
- 金曜オンステージ（2000年3月31日 - 2003年3月14日） - 北海道地方では本来放送される金曜日は地域情報番組に差し替えられていたため土曜日か日曜日に放送されることが多かった
  - ふたりのビッグショー（1993年4月5日 - 2003年3月28日） - 単独番組から移設。
  - いっきにパラダイス（2000年4月28日 - 2003年3月14日）
- スターの殿堂 エド・サリバンショー（1993年4月11日 - 1994年4月3日）
- ときめき夢サウンド（1994年4月10日 - 1998年3月29日）
- 青春のポップス（1998年4月5日 - 2002年3月17日）
- 地球は歌う（2000年3月27日 - 2007年3月30日）
- みんなの童謡（2000年4月1日 - 2013年3月21日）
- ミュージック・カクテル（2002年4月4日 - 2003年3月13日）
- 夢・音楽館（2003年4月3日 - 2005年3月10日）
- ライブジャム2005（特番、2005年1月10日）
- 音楽・夢くらぶ（2005年4月7日 - 2006年3月23日）
- 熱唱オンエアバトル（2005年4月3日 - 2006年3月24日）
- あの歌がきこえる（2006年4月5日 - 2007年3月14日）
- MUSIC JAPAN（2007年4月7日 - 2016年4月3日）
- 特ダネ!投稿DO画（2009年4月3日 - 2017年3月28日）
- 洋楽倶楽部80's（2010年10月1日 - 12月17日）
- ミュージック・ポートレイト（2012年4月19日 - 9月20日）
- 歌う!SHOW学校（2016年4月9日 - 2018年3月31日） - 月1回
- バナナ♪ゼロミュージック（2016年4月23日 - 2018年3月3日）
- シブヤノオト（2016年4月24日 - 2022年3月19日）

クラシック番組
- 音楽アルバム（1955年 - ）
- NHK希望音楽会（1955年 - ）
- コンサート・ホール（1956年 - ）
- 音楽をどうぞ（1956年11月15日 - 1965年12月26日）
- 音楽の窓（1957年 - ）
- 楽想とともに（1957年 - ）
- しらべに寄せて（1957年 - ）
- 朝のしらべ（1957年 - ）
- 音楽のひととき（1960年 - ）
- プロムナード・コンサート（1962年 - ）
- 星のセレナード（1962年 - ）
- 世界歌の旅（1962年 - ）
- 夜のコンサート（1963年 - ）
- 歌おう世界の友よ（1963年10月10日 - 1964年10月25日）
- 夢のセレナード（1964年 - ）
- 音楽は世界をめぐる（1965年10月6日 - 1967年3月29日）
- 世界の音楽（1968年1月10日 - 1974年3月31日）
- おしゃべりオーケストラ（1974年4月25日 - 1975年9月25日）
- おしゃべり音楽会（1975年10月8日 - 1976年3月24日）
- 音楽の広場（1977年4月9日 - 1984年3月23日）
- 徹子と気まぐれコンチェルト（1984年4月2日 - 1985年3月18日）

民謡番組
- 民謡お国めぐり（1955年 - 1956年6月2日）
- 芸能お国めぐり（1956年 - ）
- わが町の歌（1961年 - ）
- ふるさとのうた（1961年 - ）
- 若い民謡（1964年 - ）
- ふるさとの歌まつり（1966年4月7日 - 1974年3月28日）
- ひるの民謡（1967年4月6日 - 1970年4月10日）
- お国自慢にしひがし（1974年4月4日 - 1978年3月27日）
- 民謡とともに（1979年 - ）
- 民謡をあなたに（1981年 - ）
- ふるさとのうた（1984年4月9日 - 1985年3月31日）
- ふるさと民謡広場（1990年 - ）
- 日本のうたふるさとのうた100選（1990年 - ）
- どんとこい民謡（1994年1月3日 - 2003年3月15日）
- それいけ!民謡うた祭り（2003年4月27日 - 2013年2月23日）

その他
- にっぽんの詩（1982年 - ）
- フラッシュ&ジャンプ（1989年 - 1990年） - 特番
- J-MELO - 2012年4月にBSプレミアムへ移動。
- サマーソングバトル（2003年8月）
- ウインターソングバトル（2003年12月）
- NAOMIの部屋（2016年4月30日 - 2018年3月17日）

## 伝統芸能

### 放送終了
- テレビ寄席（1953年2月 - 1956年11月）
- テレビ檜舞台（1954年 - ）
- お好み風流亭（1954年6月18日 - ）
- 浪花演芸会（1954年7月22日 - 1958年03月25日）
- こんにゃく問答（1954年12月15日 - 1957年4月6日）
- 舞踊回り舞台（1956年 - ）
- テレビ百花選（1956年11月 - ）
- 日本の芸能（1957年 - ）
- こんにゃく談義（1957年4月13日 - 1961年4月1日）
- テレビ木馬館（1957年11月6日 - ）
- 演芸百選（1958年 - ）
- 上方お笑い劇場（1958年4月9日 - 1960年3月30日）
- 演芸くらぶ（1960年 - ）
- 上方劇場（1960年 - ）
- モダン寄席（1962年4月14日 - 1967年4月1日） - 大阪局制作
- テレビ演芸館（1963年4月3日 - 1970年3月31日）
- お笑い娯楽館（1964年 - ）
- 邦楽のとびら（1964年 - ）
- 芸能百選（1966年 - ）
- お笑い招待席（1969年4月12日 - 1971年3月24日）
- お茶の間演芸会（1971年 - ）
- お好み演芸会（1973年4月7日 - 1991年3月17日）
- 真打ち登場（1973年4月7日 - 1974年3月23日）
- 日曜招待席（1975年4月20日 - 1976年3月21日）
- 演芸独演会（1975年 - ）
- 金曜招待席（1976年4月9日 - 1978年3月31日）
- 演芸指定席（1985年 - ）
- ふるさとの芸能（1988年 - ）
- お笑い指定席（1989年 - ）
- 演芸ひろば（1991年4月7日 - 1994年4月3日）
- 落語名人選（1993年 - ）
- 超入門!落語 THE MOVIE（2016年10月19日 - 2018年3月8日）

## バラエティ

### 放送中
- 演芸図鑑（2011年4月10日 - ） - 番組名には番組ナビゲーターの名前が付けられる
- 今夜も生でさだまさし（2006年1月1日 - ）月1回
- チコちゃんに叱られる! （2018年4月13日 - ）
- 有吉のお金発見 突撃!カネオくん（2019年4月6日 - ）
- 探検ファクトリー（2022年4月16日 - ） - 大阪局制作
- 激突メシあがれ〜自作グルメ頂上決戦〜（2025年4月2日 - ） - 大阪局制作
- ひむバス!（2025年4月3日 - ）

### 放送終了
- テレビ素人オール自慢（1953年 - ）
- 今晩わメイコです（1954年10月23日 - 1956年3月31日）
- テレビ・ショー（1956年 - ）
- スター・ショー（1956年 - ）
- 演芸アパート（1956年 - ）
- お笑い三人組（1956年11月6日 - 1966年3月29日）
- 水曜くらぶ（1956年11月7日 - 1957年10月30日）
- 素人即席演芸会（1956年11月4日 - 1957年4月7日）
- 午後のおしゃべり（1959年10月6日 - 1961年3月28日）
- パノラマ劇場（1960年 - ）
- 魔法の小箱（1960年 - ）
- 学園まえ（1961年 - ）
- 夢であいましょう（1961年4月8日 - 1966年4月2日）
- 若い季節（1961年4月9日 - 1964年12月27日）
- 歌謡寄席（1963年 - ）
- 四季に花咲く（1965年 - ）
- 若い河（1965年 - ）
- ファミリーショー（1967年 - ）
- 土曜ひる席（1967年4月8日 - 1978年4月1日） - 大阪局制作
- みんなの招待席（1968年 - ）
- おたのしみグランドホール（1969年4月12日 - 1971年3月29日）
- ひるのプレゼント（1970年4月6日 - 1991年3月29日）
- お笑いオンステージ（1972年4月8日 - 1982年4月4日）
- 芸能独演会（1972年 - ）
- 日曜家族スタジオ（1976年4月11日 - 1977年3月20日）
- 夜の指定席（1978年4月7日 - 1984年3月10日）
- コメディー公園通り（1978年 - ）
- 三枝の笑タイム（1978年4月8日 - 1980年4月5日） - 大阪局制作
- ばらえてい テレビファソラシド（1979年4月3日 - 1982年3月13日）
- 大阪発ユーモア列車（1980年4月12日 - 1982年4月3日） - 大阪局制作
- この人○○ショー（1982年4月8日 - 1986年3月13日）
- 土曜なにわ亭（1982年4月10日 - 1983年4月2日） - 大阪局制作
- ふるさと競演（1982年4月29日 - 1984年2月23日）
- しゃべくりバラエティー 日本一（1983年4月9日 - 1985年3月30日） - 大阪局制作
- バラエティー生活笑百科（1985年4月6日 - 2022年4月9日） - 大阪局制作
- 愉快にオンステージ（1989年4月3日 - 1993年3月06日）
- ショータイム（1989年 - ）
- あなたの町で夢芝居（1990年6月24日 - 1992年3月19日）
- ひるどき日本列島（1991年4月1日 - 2004年3月26日）
- 笑いがいちばん（1994年4月10日 - 2011年4月3日）
- バラエティーざっくばらん（1994年4月10日 - 1996年3月5日）
- ふるさと愉快亭 小朝が参りました（1994年4月16日 - 1998年3月15日）
- スタジオパークからこんにちは（1995年3月22日 - 2017年3月17日）
- 今夜はあなたとミステリー（1995年3月27日 - 1996年3月08日）
- 私のとっておき（1995年3月28日 - 1995年9月26日）
- 作法の極意（1995年3月29日 - ）
- コメディーお江戸でござる（1995年3月30日 - 2004年3月18日）
- 土曜特集（1995年7月8日 - 2006年3月25日）
- いいモノ万来（1995年10月3日 - 1996年3月5日）
- あの人あの芸（1996年 - ）
- あの人とふたたび（1998年 - ）
- ふるさと皆様劇場（1998年4月4日- 2005年3月26日）
- 欽ちゃんとみんなでしゃべって笑って（1998年4月12日 - 2002年3月7日）
- 爆笑オンエアバトル（1999年3月27日 - 2010年3月26日）
- 推理バラエティー 誰もいない部屋（1999年4月4日 - 2000年3月12日）
- にっぽん愉快家族（2002年4月 - 2005年3月20日）
- 今夜は見せまっせ（2002年4月26日 - 2005年3月26日） - 大阪局制作、不定期
- 日曜スタジオパーク（2003年度 - 2006年3月19日）
- ものしり一夜づけ（2003年4月1日 - 2005年3月8日）
- 金曜ショータイム（2003年4月4日 - 2004年3月12日）
- 難問解決!ご近所の底力（2003年4月3日 - 2010年3月26日）
- お昼ですよ!ふれあいホール（2004年3月29日 - 2005年9月30日）
- 素敵にショータイム（2004年4月 - 2005年3月）
- コメディー道中でござる（2004年4月 - 2006年3月4日）
- 着信御礼!ケータイ大喜利（2005年1月5日 - 2020年3月7日）
- きよしとこの夜（2005年3月28日 - 2009年3月12日）
- 生中継 ふるさと一番!（2005年10月3日 - 2011年3月10日）
- 金曜バラエティー（2005年10月7日 - 2012年3月30日）
- サラリーマンNEO（2006年4月4日 - 2011年9月27日）
- 夜は胸きゅん（2007年4月3日 - 2008年3月18日）
- Shibuya Deep A（2007年4月6日 - 2013年9月27日）
- 爆笑問題のニッポンの教養（2007年4月13日 - 2012年2月23日）
- いよっ日本一!（2007年4月15日 - 2010年3月12日）
- びっくり法律旅行社（2007年10月5日 - 2009年3月12日）
- さんぷんまる（2008年4月13日 - 2009年3月12日）
- 世直しバラエティー カンゴロンゴ（2008年10月5日 - 2009年3月15日）
- ごきげん歌謡笑劇団（2008年11月14日 - 2016年3月17日） - 月1回
- 笑・神・降・臨（2009年4月6日 - 2013年3月2日）
- ママさんバレーでつかまえて（2009年10月11日 - 2009年12月28日）
- 祝女（2010年1月10日 - 2012年2月25日）
- オンバト+（2010年4月16日 - 2014年3月23日）
- ひるブラ（2011年4月25日 - 2018年3月28日）
- 松本人志のコントMHK（2011年11月5日 - 2012年3月3日）
- おやすみ日本 眠いいね!（2012年1月10日 - 2020年3月14日）
- 突撃!アッとホーム（2013年4月6日 - 2015年3月7日）
- マサカメTV（2013年4月6日 - 2016年3月26日）
- LIFE!〜人生に捧げるコント〜（2013年6月18日 - 2021年4月23日） - 不定期で特番を放送している。
- 超絶 凄ワザ!（名古屋局制作、2014年4月3日 - 2018年2月26日）
- 助けて!きわめびと（2014年4月18日 - 2019年3月16日）2017年4月からは、ごごナマ金曜日に放送。土曜午前枠は再放送で継続。
- 日本人のおなまえ（2017年4月6日 - 2022年3月17日）
- コンとコトン（2018年4月13日 - 2019年3月16日）
- 有田P おもてなす（2018年4月7日 - 2022年3月5日）
- テンゴちゃん（2018年5月13日 - 2020年3月8日）
- たけしのその時カメラは回っていた（2020年4月4日 - 2022年3月23日）
- よなよなラボ（2020年4月19日 - 2022年3月19日）
- サンドどっちマンツアーズ（2023年4月9日 - 2024年3月2日）  - 大阪局制作◎

## クイズ・ゲーム

### 放送中
- まちまちマッチ

### 放送終了
- 三つの歌（1953年2月3日 - ）
- 二十の扉（1953年2月7日 - ）
- 私の仕事はなんでしょう（1953年2月5日 - 1954年5月30日）
- ジェスチャー（1953年2月20日 - 1968年3月25日）
- テレビ・クイズ 漫画くらぶ（1953年9月15日 - 1956年11月3日）
- クイズクラブ スリーステップ（1954年10月 - 1955年）
- 素人ラジオ探偵局（1954年 - ）
- ニュースクイズ（1954年 - ）
- 私の秘密（1955年4月14日 - 1967年3月27日）
- 危険信号（1956年11月17日 - 1964年4月5日）
- プラスさんマイナスさん（1957年 - ）
- 私だけが知っている（1957年11月10日 - 1963年3月31日）
- それは私です（1960年3月20日 - 1968年3月30日）
- 話のトロフィー（1960年 - ）
- あなたの記憶（1960年 - ）
- パントマイムクイズ（1961年 - ）
- シャープさん・フラットさん（1962年4月6日 - 1970年3月30日）
- スポーツクイズ（1963年 - ）
- ゲーム 心のチャンネル（1971年 - ）
- 連想ゲーム（1969年4月5日 - 1991年3月20日）
- ゲーム ホントにホント?（1975年4月9日 - 1981年3月13日）
- ゲーム プレイ・ミュージック（1976年4月28日 - 1977年3月30日）
- 脱線問答（1978年4月6日 - 1984年3月8日）
- クイズ面白ゼミナール（1981年4月9日 - 1988年4月3日）
- クイズ百点満点（1988年4月10日 - 1994年3月20日）
- ゲーム数字でQ（1991年4月9日 - 1993年3月6日）
- ことば探検 クイズ・マルコポーロ（1992年4月8日 - 12月16日）
- クイズ日本人の質問（1993年4月6日 - 2003年3月30日）
- 頭のゲーム脳ビタくん（1999年3月 - 2000年3月）
- 推理バラエティー 誰もいない部屋（1999年4月4日 - 2000年3月12日）
- お宝映像クイズ 見ればナットク!（2003年4月6日 - 2004年3月28日）
- あなたも挑戦!ことばゲーム（2004年4月2日 - 2005年3月25日）
- アートエンターテインメント 迷宮美術館（2006年4月7日 - 2010年3月）
- クイズ日本の顔（2006年4月11日 - 2007年3月13日）
- クイズモンスター（2007年1月13日 - 2008年3月22日）
- カレンダークイズ あぁー思い出せない（2007年）
- 新感覚ゲーム クエスタ（2010年4月1日 - 2011年4月14日）
- WALKING EYES アルクメデス（2010年7月16日 - 2010年9月24日）
- 連続クイズ ホールドオン!（2012年4月5日 - 2014年3月27日）
- 国民総参加クイズSHOW! QB47（2012年8月25日 - 2015年3月25日）
- 双方向クイズ 天下統一（2013年4月6日 - 2014年3月8日） - 月1回
- 伝えてピカッチ（2013年4月6日 - 2015年3月21日）
- クイズ 100人力（2013年5月4日 - 2014年2月1日）
- 発想転換!世界を変えるシン・キング（2022年4月30日 - 12月10日）
- クイズ! 丸をつけるだけ（2023年5月1日 - 2024年3月4日）

## ドラマ

### 放送中
- 連続テレビ小説（1961年4月3日 - ） 二[注釈 2]・データ・BS・P4K
- 大河ドラマ（1963年4月7日 - ） 二[注釈 3]・データ・BS・P4K
- 土曜ドラマ（1975年10月18日 - ）
- ドラマ10（1989年4月3日 - 1990年9月25日、2010年3月30日 - ）
- 特選!時代劇（2022年4月 - ）
- 夜ドラ（2022年4月4日 - ） - 月曜日～木曜日

### 放送終了
連続ドラマ
- 半七捕物帳（1953年7月1日 - 1955年5月21日）
- 父の心配（1953年 - ）
- 幸福への起伏（1953年11月2日 - 1954年1月25日）
- 夢見る白鳥（1954年 - ）
- 若い日記（1954年 - ）
- 真昼は考える（1954年 - ）
- 愛の舗道（1955年 - ）
- やがて蒼空（1955年 - ）
- 霧を追いかける男（1955年 - ）
- 青春申告（1955年 - ）
- 渦（1955年 - ）
- 新家庭アルバム（1956年1月9日 - 2月27日）
- 新婚放浪記（1956年 - ）
- 僕と私の日記（1956年 - ）
- 海風が吹けば（1956年 - ）
- 探偵は誰だ（1956年 - ）
- 青い口笛（1956年 - ）
- 御寮さん物語（1956年 - ）
- この瞳（1956年11月8日 - 1957年3月28日）
- 春はどこから（1956年 - ）
- 父親志願（1957年1月 - ）
- 雪の夜話（1957年2月 - ）
- 愛のかたみ（1957年3月 - ）
- 花にふる雨（1957年 - ）
- 海は春風（1957年 - ）
- ここに人あり（1957年4月15日 - 1961年3月30日）
- 美しき誘い（1957年 - ）
- 歴史は眠る（1957年 - ）
- 四つの窓（1957年 - ）
- カナリヤ姉妹（1957年 - ）
- 金蓮と陽博士（1957年 - ）
- 天狗騒動（1957年 - ）
- 怪談宋公館（1957年 - ）
- 亡者の谷（1957年 - ）
- 刑事物語（1957年 - ）
- 俵的日記（1957年 - ）
- 並木が見ている（1957年 - ）
- 婦警物語（1957年 - ）
- 夜の声（1957年 - ）
- 夢みる沼（1957年 - ）
- あわれ人妻（1957年 - ）
- 隣りも隣り（1957年 - ）
- 今は昔の人ごころ（1957年 - ）
- テレビ劇場（1957年 - ）
- お好み日曜座（1957年11月10日 - 1960年4月3日）
- 梅・桃・桜（1958年1月 - 3月）
- 幸福の限界（1958年1月 - 2月）
- 照る日くもる日（1958年1月 - 3月）
- 遠くから来た男（1958年3月 - ）
- 事件記者（1958年4月3日 - 1966年3月29日）
- バス通り裏（1958年4月7日 - 1963年3月30日）
- 幸運の階段（1958年 - ）
- 家族会議（1958年 - ）
- 花だらけの街（1958年 - ）
- 夫婦得点表（1958年 - ）
- 南の園（1958年 - ）
- 青春白書（1958年 - ）
- わが海は碧なりき（1958年 - ）
- 巷塵（1958年 - ）
- お父さんの季節（1958年10月13日 - 1961年3月27日）
- 青春の奇跡（1958年 - ）
- 陸のかもめ（1958年 - ）
- いとしい恋人たち（1959年1月 - 2月）
- 利休割腹（1959年2月 - ）
- 女の園（1959年3月 - ）
- 輪唱（1959年3月 - ）
- 現代人間模様（1959年 - ） - 大阪局制作
- 褌医者（1959年 - ）
- こぐま物語（1959年4月17日 - 7月31日）
- 日も月も（1959年 - ）
- スリラー・コメディ（1959年 - ）
- 風紋（1959年 - ）
- 夜の鶯（1959年8月 - 10月）
- 逆転息子（1959年 - ）
- しかもバスは走って行く（1959年 - ）
- 西鶴師走噺（1959年12月 - ）
- 石中先生行状記（1960年1月 - ）
- 警察日記（1960年3月 - ）
- X氏いわく（1960年 - ）
- 灰色のシリーズ（1960年 - ）
- ママと私たち（1960年4月8日 - 1961年3月31日）
- 青年（1961年 - ）
- わが町の歌（1961年 - ）
- 赤い椿の花（1961年4月 - 9月）
- NHK劇場（1961年4月 - ）
- テレビ指定席（1961年4月9日 - 1966年10月1日）
- 講談・浪曲ドラマ（1961年 - ）
- 女の園（1961年 - ） - 大阪局制作
- 文芸劇場（1961年10月6日 - 1960年4月3日）
- 日は沈まず（1961年10月 - 1962年3月）
- 青春をわれらに（1962年4月 - 9月）
- ご破算で願いましては（1962年 - ）
- 黒の組曲（1962年 - ）
- 二つの橋（1962年 - ）
- 海はそよ風（1962年 - ）
- 東京 丸の内（1962年 - ）
- アラスカ物語（1962年12月3日 - 1963年3月25日）
- 法善寺横丁（1963年4月1日 - ） - 大阪局制作
- 東京の人（1963年4月1日 - ）
- ゴーストップ物語（1963年4月4日 - 1964年4月2日）
- 末っ子物語（1963年4月7日 - ）
- 美しき遍歴（1963年 - ） - 大阪局制作
- お好み新喜劇（1963年 - ） - 大阪局制作
- 新日本百景（1963年 - ）
- 長者町（1963年 - ） - 名古屋局制作
- 青春の構図（1963年 - ）
- 朝の画廊（1963年 - ） - 大阪局制作
- 幸福試験（1964年 - ）
- 虹の設計（1964年 - ）
- 泉はかれず（1964年 - ） - 大阪局制作
- 漫才太平記（1964年 - ）
- 風雪（1964年 - ）
- 馬六先生人生日記（1964年 - ）
- わが町の物語（1964年 - ） - 名古屋局制作
- 真夜中の太陽（1964年 - ）
- 弾丸列車（1964年 - ）
- 奇怪千万!（1964年 - ）
- 紀ノ川（1964年10月28日 - 1965年3月31日）
- 名古屋駅前（1964年 - ） - 名古屋局制作
- チコちゃん日記（1965年4月5日 - 1966年4月2日） - 大阪局制作
- 大衆名作座（1965年4月9日 - 1966年4月1日）
- 家庭劇場（1965年4月11日 - 1966年4月3日）
- 飛行機雲（1965年 - ）
- あしたの家族（1965年 - ）
- うなぎ繁盛記（1965年 - ） - 大阪局制作
- 長時間ドラマ（1965年 - ）
- 横堀川（1966年 - ） - 大阪局制作
- 太陽の丘（1966年 - ）
- 金曜時代劇（1966年4月8日 - 1975年10月・1977年4月 - 1978年3月・1991年4月 - 2000年3月・2001年4月 - 2006年3月）
- 太郎（1966年 - ）
- みだれがみ（1967年 - ） - 大阪局制作
- 青春気流（1967年 - ）
- 土曜劇場（1967年4月 - 9月）
- 水曜劇場（1967年10月 - ）
- ケンチとすみれ（1967年10月24日 - 1968年10月8日）
- あねいもうと（1968年 - ）
- 流れ雲（1968年 - ）
- あひるの学校（1968年10月29日 - 1969年9月30日）
- 銀河ドラマ（1969年4月7日 - 1972年3月31日）
- ドラマ特集（1969年4月12日 - 1970年4月4日）
- あまくちからくち（1971年4月5日 - 1972年3月27日）
- 明智探偵事務所（1972年4月2日 - 10月9日） - 大阪局制作
- 銀河テレビ小説（1972年4月3日 - 1989年3月17日）
- 水曜ドラマシリーズ（1972年4月5日 - 1974年3月・1987年1月 - 1991年3月）
- あおによし（1972年10月16日 - 1973年3月26日） - 大阪局制作
- ドラマ人間模様（1976年4月7日 - 1988年3月12日）
- 水曜時代劇（1978年4月 - 1984年3月）
- 新大型時代劇（1984年4月 - 1986年12月）
- ファミリードラマ（1985年5月4日 - 1987年7月31日）
- 金曜ドラマ (1992年4月 - 1993年3月 ・ 2009年4月 - 2010年3月)
- ドラマ新銀河（1993年4月5日 - 1998年3月19日）
- 水曜シリーズドラマ（1996年4月3日 - 1999年3月17日）[1]
- NHKドラマ館（1998年4月4日 - 2000年3月26日）
- 水曜ドラマの花束（1999年4月7日 - 2000年3月15日）[2]
- ドラマDモード（2000年3月28日 - 2002年3月）
- ドラマ家族模様（2000年3月31日 - 2001年3月23日）
- 時代劇ロマン（2000年4月 - 2001年3月）
- 月曜ドラマシリーズ（2001年4月2日 - 2005年3月21日）
- よるドラシリーズ（2002年4月1日 - 2006年3月24日） - 連続ドラマシリーズ）
- エル・ポポラッチがゆく!!（2006年3月27日 - ）正式な番組ではなく広報扱いだが、実質的にはミニドラマである。国内放送全メディアと、NHKワールド･プレミアムで忘れた頃に放送
- 木曜時代劇（2006年4月 - 2008年3月・2013年9月 - 2016年3月）
- 土曜時代劇（2008年4月 - 2011年3月・2016年5月 - 2017年2月）
- ドラマ8（2008年4月3日 - 2010年2月11日）
- よる★ドラ（2011年10月18日 - 2013年3月12日）
- 土曜時代ドラマ（2017年5月 - 2022年3月）
- よるドラ（2018年4月7日 - 2022年3月21日）

少年ドラマ
- こども風土記（1957年4月13日 - 1959年4月1日） - 大阪局・名古屋局制作
- こどもホール（1959年4月8日 - 1961年3月29日）
- トンボちゃん（1959年4月11日 - 10月3日）
- 虹が呼んでる（1959年4月12日 - 1960年4月3日）
- テレビ偉人伝（1960年4月7日 - 6月30日）
- 月下の美剣士（1960年4月10日 - 6月26日）
- 少年漂流記（1960年7月3日 - 8月28日）
- この光は消えず（1960年7月7日 - 1961年3月30日）
- ポンポン大将（1960年9月4日 - 1964年4月5日）
- オロップ牧場の仲間たち（1962年4月2日 - 1963年3月25日）
- ドラが鳴る（1962年4月6日 - 1963年3月29日）
- こども名作座（1962年4月8日 - 1963年3月31日）
- 眉月の誓い（1962年10月1日 - 1963年3月29日）
- おねえさんといっしょ（1963年4月1日 - 1964年4月4日）
- 泣くな太陽（1963年4月1日 - 1964年3月30日）
- 金太と三吉（1963年4月4日 - 1964年4月2日）
- 虹に誓う（1963年4月5日 - 1964年4月3日）
- こども劇場（1963年4月7日 - 1965年4月4日）
- 次郎物語（1964年4月7日 - 1966年3月29日）
- 星光る（1964年4月10日 - 1965年4月2日）
- 宇宙人ピピ（1965年4月8日 - 1966年3月31日） - 実写とアニメの合成ドラマ
- ファイト君（1965年4月9日 - 1966年4月1日）
- 風のある街（1966年4月4日 - 1967年3月31日）
- 路傍の石（1966年4月5日 - 1966年9月27日）
- 愛の一家（1966年4月9日 - 1967年10月14日）
- 一直線（1966年10月4日 - 1967年9月26日）
- 素顔の青春（1967年4月3日 - 1968年3月29日）
- 名探偵カッチン（1967年10月3日 - 1968年3月26日）
- 海からきた平太（1968年4月2日 - 1969年4月1日）
- 五人と一ぴき（1969年4月8日 - 1971年9月28日）
- からくり儀右衛門（1969年4月12日 - 1970年4月4日）
- へこたれんぞ（1970年4月11日 - 1971年4月3日）
- 不知火の小太郎（1971年4月10日 - 12月25日）
- わんぱく天使（1971年10月5日 - 1973年3月13日）
- 少年ドラマシリーズ（1972年1月1日 - 1983年10月11日）
- ドラマ愛の詩（1991年8月、1992年8月、1998年4月 - 12月）

海外ドラマ
- 口笛を吹く男（1956年5月5日 - ）
- ハイウェイ・パトロール（1956年5月8日 - 1960年7月2日）
- 空想科学劇場（1956年5月1日 - 1957年）
- アイ・ラブ・ルーシー（1957年4月25日 - 1960年9月1日）
- ニューヨーク物語（1959年）
- 西部のパラディン（1960年）
- アリゾナ・トム（1960年）
- 陽気なネルソン（1960年 - 1962年）
- ルート66（1962年4月 - ）
- 海外秀作シリーズ
- ワイオミングの兄弟（1967年）
- タイムトンネル（1967年4月8日 - 1967年10月22日）
- 探偵ストレンジ（1970年）
- 西部二人組（1972年 - 1973年）
- 刑事コロンボ（1974年 - 1978年）
- 大草原の小さな家（1975年 - 1982年）
- 警部マクロード（1975年 - 1977年）
- 署長マクミラン（1976年）
- 権力と陰謀～大統領の密室（1978年）
- 少年ミステリーシリーズ（1979年4月7日 - 1980年2月23日）
- リッチマン・プアマン（1979年）
- ダウリング神父の事件簿
- 未来テレビ局 ネットワーク23
- シャーロック・ホームズの冒険（1985年4月13日 - 1995年）
- こちらブルームーン探偵社（1986年4月19日 - 1987年）
- 頑固じいさん孫3人（1988年9月7日 - 1989年12月31日）
- ジェシカおばさんの事件簿（1988年4月6日 - 1989年12月15日）
- 素晴らしき日々（1988年 - 1993年）
- 名探偵ポワロ（1989年）
- 刑事ロニー・クレイブン（1990年）
- Mr.ビーン（1990年 - 1997年）
- 新・大草原の小さな家（1991年）
- ビバリーヒルズ高校白書
- ビバリーヒルズ青春白書
- アボンリーへの道（1993年12月2日 - 1994年2月10日　1996年4月2日 - 1997年2月4日）
- ドクタークイン 大西部の女医物語（1993年 - 2000年　途中再放送中断はさむ）
- ER緊急救命室シリーズ
- アンジェラ 15歳の日々（1997年）
- アリー my Love（1998年 - 1999年）
- ザ・ホワイトハウス（2002年10月 - 2003年3月　2003年10月 - 2004年3月）
- デスパレートな妻たち
- 韓国ドラマシリーズ
  - 冬のソナタ
  - 美しき日々
  - 宮廷女官チャングムの誓い
  - 太王四神記

## アニメ
放送終了
- 進撃の巨人（第1期・第2期はMBSにて放送）
- 赤ちゃん本部長

## 人形劇

### 放送終了
- マリオネット
  - 玉藻前（1953年2月20日 - 1953年10月30日）
  - 神州天馬侠（1954年2月7日 - 1954年7月8日）
  - 国性爺合戦（1954年11月28日 - 1955年3月13日）
  - テレビ天助（1955年4月10日 - 1956年12月30日）
- シルエット
  - 家なき子（1955年4月7日 - 1955年9月28日）
- アシンと十三人の盗賊（1955年10月6日 - 1955年12月29日）
- ガンツ君（1956年1月7日 - 1956年4月7日）
- 続・ガンツ君（1956年10月4日 - 1956年10月25日）
- チロリン村とくるみの木（1956年4月14日 - 1964年4月3日）
- 宇宙船シリカ（1960年9月5日 - 1962年3月27日）
- 銀河少年隊（1963年4月7日 - 1965年4月1日）
- ひょっこりひょうたん島（1964年4月6日 - 1969年4月4日）
- 空中都市008（1969年4月7日 - 1970年4月3日）
- ネコジャラ市の11人（1970年4月6日 - 1973年3月16日）
- 新八犬伝（1973年4月2日 - 1975年3月28日）
- 真田十勇士（1975年4月7日 - 1977年3月25日）
- 笛吹童子（1977年4月4日 - 1978年3月16日）
- 紅孔雀（1978年4月3日 - 1979年3月16日）
- プリンプリン物語（1979年4月2日 - 1982年3月19日）
- 人形劇 三国志（1982年10月2日 - 1984年3月24日）
- ひげよさらば（1984年4月2日 - 1985年3月18日）
- 人形歴史スペクタクル 平家物語（1993年12月10日 - 1995年1月26日）
- 連続人形活劇 新・三銃士（2010年4月4日 - 2010年12月26日）

海外作品
- サンダーバード（1966年4月10日 - 1967年4月2日）
- 地球防衛軍テラホークス（1985年4月2日 - 1986年3月12日）
- フラグルロック（1986年11月6日 - 1987年3月5日）

## ドキュメンタリー

### 放送中
- プロフェッショナル 仕事の流儀（2006年1月10日 - ）
- ドキュメント72時間（2006年10月3日 - ） BS1
- ファミリーヒストリー（2009年7月22日 - ）
- Dear にっぽん（2022年4月9日 - ）
- 未来予測反省会（2024年3月28日 - ）
- 新プロジェクトX〜挑戦者たち〜（2024年4月6日 - ）

### 放送終了
- エマージェンシーコール ～緊急通報指令室～(2022年2月13日)-
- 社会探訪（1954年6月 - ）
- 日本の素顔（1957年11月10日 - 1964年4月5日）
- 危険な職業（1959年 - ）
- 希望に生きる（1960年 - ）
- 世紀の記録（1960年 - ）
- 現代の映像（1964年4月12日 - 1971年4月2日）
- ある人生（1964年11月1日 - 1971年4月3日）
- 世界のドキュメンタリー（1969年 - ）
- 人間列島（1971年4月8日 - 1972年3月30日）
- ドキュメンタリー（1971年4月9日 - 1978年3月11日）
- ルポルタージュにっぽん（1978年4月8日 - 1984年3月8日）
- 土曜リポート（1982年4月10日 - 1984年3月17日）
- ドキュメント人間列島（1984年4月4日 - 1985年3月6日）
- にんげんドキュメント 主役・脇役（1988年11月17日 - 1989年3月24日）
- にっぽんズームアップ（1989年 - ）
- ワールドTVスペシャル（1989年 - ）
- ウィークエンド ワールド（1989年 - ）
- 列島にっぽん（1990年4月 - 1991年3月）
- プライム10（1991年 - ）
- 列島ドキュメント（1991年5月28日 - 1993年5月27日）
- 列島リレードキュメント（1993年4月11日 - 1998年3月29日）
- ドキュメントにっぽん列島（1993年7月25日 - 1997年3月30日）
- プライム11（1994年 - ）
- アジア発見（1995年 - ）
- にっぽん点描（1996年 - ）
- ドキュメントにっぽん（1997年4月4日 - 2000年3月17日）
- 新アジア発見（1998年 - ）
- 課外授業 ようこそ先輩（1998年4月2日 - 2013年3月21日） - Eテレに移行。
- プロジェクトX〜挑戦者たち〜（2000年3月28日 - 2005年12月28日）
- にんげんドキュメント（2000年3月30日 - 2007年3月30日）
- アジア人間街道（2001年4月8日 - 2003年3月16日）
- ドキュメント にっぽんの現場（2007年4月12日 - 2009年3月14日）
- ドキュメント挑戦（2008年 - ）
- 地域発!ぐるっと日本（2008年4月6日 - 2010年3月14日）
- 追跡!AtoZ（2009年4月18日 - 2011年3月5日）
- ワンダー×ワンダー（2009年4月18日 - 2011年12月24日）
- ドキュメント20min.（2009年6月5日 - 2012年3月19日） - 2012年4月以降は不定期放送。
- カンテツな女（2010年1月20日 - 2010年3月3日）
- 目撃!日本列島（2010年4月3日 - 2017年4月1日）
- 仕事ハッケン伝（2011年5月12日 - 2013年9月26日）
- 地方発 ドキュメンタリー（2013年4月2日 - 2015年3月24日）
- 応援ドキュメント 明日はどっちだ（2013年4月2日 - 2015年3月24日）
- NEXT 未来のために（2015年4月16日 - 2017年3月11日）
- 目撃!にっぽん （2017年4月9日 - 2022年3月27日）BS1
- 逆転人生（2019年4月1日 - 2022年3月14日） - 月1回は大阪局制作
- 金曜日のソロたちへ（2019年10月4日 - 2021年3月19日）
- ヒロイン誕生!ドラマチックなオンナたち（2022年10月3日 - 2022年12月26日）
- 7年ごとの成長記録（1992年から7年ごと、2006年放送の「21歳になりました」が最新）

## 歴史

### 放送中
- 歴史探偵（2021年3月31日 - ） - 大阪局制作
- 映像の世紀 バタフライエフェクト（2022年4月4日 - ）

### 放送終了
- 日本史探訪（1970年4月8日 - 1976年3月27日）
- スポットライト（1972年4月6日 - 1978年3月9日）
- バラエティー世界史漫遊（1975年4月9日 - 10月1日）
- 新日本史探訪（1976年4月27日 - 1978年2月28日）
- 歴史への招待（1978年4月6日 - 1984年3月7日）
- 歴史ドキュメント（1984年9月24日 - 1988年4月1日）※期間編成
- 歴史誕生（1989年4月7日 - 1992年3月5日）
- 歴史発見（1992年4月10日 - 1994年3月9日）
- ライバル日本史（1994年4月7日 - 1996年3月7日）
- 堂々日本史（1996年3月26日 - 1999年3月16日） - 大阪局制作
- 歴史出会い旅（1998年 - ）
- ニッポンときめき歴史館（1999年3月26日 - 2000年3月14日） - 大阪局制作
- その時歴史が動いた（2000年3月29日 - 2009年3月18日）
- タイムスクープハンター（2009年4月1日 - 2014年9月20日）
- 歴史秘話ヒストリア（2009年4月1日 - 2021年3月17日）
- 名将の采配（2009年6月2日 - 7月29日、2010年7月19日 - 9月27日）
- 世界と出会った日本人（2009年 - ）

## 美術

### 放送終了
- 日曜美術館（1965年 - ）
- 日本の美（1967年4月29日 - 1989年3月21日）
- 手仕事にっぽん（1987年1月15日 - 1996年2月24日）
- 一点中継・つくる（1988年 - ）
- 工房探訪・つくる（1989年 - ）
- 大英博物館の至宝（1990年 - ）
- ベルリン美術館（1992年 - ）
- 土曜美の朝（1993年4月10日 - 2000年3月25日）
- アルバム・名画への旅（1993年 - ）
- 故宮の至宝（1997年10月 - ）
- 発掘!お宝ガレリア（2016年10月19日 - 2017年9月21日）

## 教養

### 放送中
- NHK映像ファイル あの人に会いたい（2004年4月11日 - ）
- 所さん!事件ですよ（2022年4月7日 - ）

### 放送終了
- 話のカレンダー（1953年 - ）
- 見たり聞いたり（1957年 - ）
- 話の散歩（1957年 - ）
- テレビ歳時記（1957年 - ）
- 芸術への招待（1957年 - ）
- 人・時・所（1958年 - ）
- 国際インタビュー（1958年 - ）
- みんなの話題（1959年 - ）
- 人間国宝（1959年 - ）
- あなたは陪審員（1961年 - ）
- 民族と文明（1961年 - ）
- 夜の随想（1963年 - ）
- 夜のアルバム（1964年 - ）
- 土曜談話室（1964年 - ）
- この人この道（1965年 - ）
- にっぽん診断（1967年 - ）
- 日曜談話室（1967年 - ）
- 明治のアルバム（1968年1月4日 - 1968年4月12日）
- ふるさとの100年（1968年 - ）
- あなたの椅子（1969年4月8日 - 1970年3月31日）
- あなたも回答者（1971年 - ）
- 文化特集（1972年4月5日 - 1972年9月27日）
- 文化展望（1972年10月4日 - 1976年3月17日）
- この人と語ろう（1974年 - ）
- あなたのスタジオ（1975年 - ）
- おしゃべり人物伝（1984年4月6日 - 1985年10月4日）
- 日本語再発見（1984年4月7日 - 1985年3月9日）
- 今週の顔（1984年 - ）
- 生きていることば（1984年12月1日 - ）
- おもしろ漢字ミニ字典（1984年 - ）
- スタジオL（1985年4月1日 - 1988年3月17日）
- 日曜インタビュー（1988年 - ）
- 日本再発見（1988年 - ）
- 芸を語る（1988年 - ）
- テレビエッセー（1988年4月6日 - 1989年3月12日）
- まんがで読む枕草子（1988年10月4日 - 1989年3月14日）
- スタジオドキュメント あなたならどうする（1988年10月8日 - 1990年3月17日）
- 漢詩紀行（1990年6月3日 - 2000年3月26日）
- 路上ウォッチング（1990年 - ）
- はんさむウーマン（1991年4月7日 - 1993年3月28日）
- 旬の人旬の話（1993年 - ）
- 平成世の中研究所（1993年 - ）
- にんげんマップ（1994年 - ）
- 35歳（1995年 - ）
- ふるさと おもしろ博物館（1995年 - ）
- ことばてれび（1996年 - ）
- 未来派宣言（1996年3月30日 - 2000年3月16日）
- 大黒柱ものがたり（1996年4月3日 - 1997年3月26日）
- なぞ解き歳時記（1996年 - ）
- オモシロ学問人生（1997年4月1日 - 2000年3月15日）
- ふるさとの仲間たち（1997年 - ）
- 夢用絵の具（1997年4月3日 - 1998年3月30日）
- 山河憧憬（1998年 - ）
- にっぽんつけものがたり（1998年4月4日 - 1999年3月20日）
- オトナの試験（名古屋局制作、1998年 - ）
- 親の顔が見てみたい?（2002年4月1日 - 2003年3月10日）
- 夢伝説 〜世界の主役たち〜（2001年4月2日 - 2002年3月11日）
- わたしはあきらめない（2002年4月3日 - 2004年3月10日）
- 技〜極める（2002年 - ）
- 今夜は恋人気分 〜とっておき夫婦物語〜（2004年3月31日 - 2005年3月2日）
- 土曜インタビュー（2004年4月3日 - 2005年3月12日）
- 未来観測 つながるテレビ@ヒューマン（2006年1月14日 - 2008年3月30日）
- ことばおじさんのナットク日本語塾（2006年4月3日 - 2010年3月19日）
- プライスの謎（2006年4月11日 - 2006年9月26日）
- びっくり法律旅行社（2007年10月5日 - 2009年3月12日）
- 爆笑問題のニッポンの教養（2007年4月13日 - 2012年2月23日）
- 星新一ショートショート（2008年3月31日 - 2009年3月2日）
- 大人ドリル（2009年4月30日 - 2014年3月17日）
- ソクラテスの人事（2009年4月2日 - 9月17日）
- こころの遺伝子 〜あなたがいたから（2010年3月29日 - 7月26日）
- みんなでニホンGO!（2010年4月1日 - 9月30日）
- ディープピープル（2010年7月17日 - 2012年12月23日）
- ドラクロワ（2010年10月4日 - 2013年3月22日）
- MAG・ネット（2011年4月1日 - 2013年3月1日）
- セカイでニホンGO!（2011年7月14日 - 10月20日）
- 頭がしびれるテレビ（2012年4月9日 - 2013年2月15日）
- 探検バクモン（2012年5月2日 - 2019年3月13日）
- 妄想ニホン料理（2013年10月5日 - 2016年3月18日）
- 京コトはじめ（2021年3月12日 - 2024年3月29日）
- ゲームゲノム（2022年10月5日 - 12月21日、2024年1月10日 - 3月13日）
- すこぶるアガるビル（2024年4月3日 - 5月15日）

## 福祉

### 放送終了
- さわやかボランティア（1987年 - ）
- いきいきセカンドらいふ（1988年 - ）
- 現役くらぶ 人生これから（1994年 - ）
- 百歳バンザイ!（2002年4月6日 - 2011年4月2日） - 広島局制作幹事
- 飛び出せ!定年（2006年10月3日 - 2007年3月13日）

## 産業

### 放送終了
- 今日の産業（1956年 - ）
- のびゆく農村（1957年1月17日 - 1960年3月24日）
- 職場めぐり（1957年11月8日 - 1959年3月25日）
- 職場に生きる（1959年 - ）
- 村の記録（1960年4月8日 - 1964年4月5日）
- みんなの職業（1960年 - ）
- 経済の目（1961年 - ）
- 朝の村から（1961年 - ）
- 朝のひととき（1962年 - ）
- 明るい農村（1963年4月1日 - 1985年3月31日）
- 今週の経済（1963年 - ）
- 明るい漁村（1968年 - ）
- 新経済読本（1969年 - ）
- 1億人の経済（1971年 - ）
- くらしのけいざい（1972年 - ）
- 現代胸算用（1976年4月13日 - 1978年3月7日）
- 経済情報（1980年 - ）
- にっぽん北から南から（1980年 - ）
- くらしの経済セミナー（1982年 - ）
- 経済ジャーナル（1983年 - ）
- サンデーけいざい（1985年 - ）
- NHK経済マガジン（1988年4月10日 - 1993年4月4日）
- くらしの経済（1991年 - ）
- サンデー経済スコープ（1993年 - ）
- くらしと経済（2002年 - ）
- 経済羅針盤（2004年4月4日 - 2009年3月29日）
- 発見ふるさとの宝（2005年3月29日 - 2006年3月14日）
- 経済ワイド ビジョンe（2009年4月14日 - 2010年3月27日）
- サキどり↑（2011年4月10日 - 2017年3月26日）
- データなび 世界の明日を読む（2015年4月25日 - 2016年2月27日）
- 神田伯山のこれがわが社の黒歴史（2023年7月5日 - 9月20日）

## 語学

### 放送終了
- 英語でしゃべらナイト（2003年3月31日 - 2009年3月16日）

## 紀行

### 放送中
- 小さな旅（1983年4月8日 - ） BS・P4K
- 鶴瓶の家族に乾杯（1995年8月16日 - ）
- ブラタモリ（2009年10月1日 - 2024年3月9日、2025年4月5日 - ）

### 放送終了
紀行（国内）
- 日本ところどころ（1960年7月24日 - ）
- 日本風土記（1960年 - ）
- 日本縦断（1961年 - ）
- 続日本縦断（1962年 - ）
- 日曜散歩（1962年 - ）
- 新日本紀行（1963年10月7日 - 1982年3月10日）
- ふるさとのアルバム（1969年 - ）
- 日本点描（1971年 - ）
- ぐるっと海道3万キロ（1985年4月1日 - 1988年3月21日）
- にっぽん海岸点描（1986年 - ）
- にっぽん水紀行（1988年 - ）
- 日本・出会い旅（1989年 - ）
- 新日本探訪（1991年4月7日 - 2000年3月26日）
- 生中継 にっぽんの夜（1996年3月29日 - 1998年3月21日）
- ふれあい通り（1997年 - ）
- 水と漁の旅（1997年 - ）
- 四国八十八か所（1998年4月5日 - 2000年3月26日）
- ふだん着の温泉（1998年4月3日 - 2011年3月31日） - 仙台局制作幹事
- 地球に乾杯（1999年3月27日 - 2004年3月）
- 五七五紀行（2000年 - ）
- 新日本紀行ふたたび（2005年4月9日 - 2012年3月17日）
- のんびりゆったり 路線バスの旅（2011年4月16日 - 2014年3月30日）
- 旬感☆ゴトーチ!（2018年4月2日 - 2019年3月27日）
- サンドのお風呂いただきます（2019年4月3日 - 2021年9月22日）
- ロコだけが知っている（2021年9月29日 - 2023年3月8日）

紀行（海外）
- 世界のくにぐに（1956年 - ）
- 世界さまざま（1961年 - ）
- シルクロード巡礼（1982年 - ）
- 名園散歩（1983年 - ）
- グリム童話の旅（1986年 - ）
- ロマンチック街道（1986年 - ）
- シルクロード・ロマンの旅（1992年 - ）
- はるばると世界旅（1993年4月7日 - 1995年3月15日）
- アメリカ音楽紀行（1994年 - ）
- 地球に乾杯（1999年4月8日 - 2004年3月27日）
- 味わいパスポート（2002年4月2日 - 2003年3月11日）
- 探検ロマン世界遺産（2005年4月7日 - 2009年3月28日）
- シリーズ世界遺産100（2005年 - ）
- とっておき世界遺産100（2006年 - ）
- 世界遺産への招待状（2009年 - ）
- 地球イチバン（2010年8月16日 - 2015年3月19日）
- 世界はほしいモノにあふれてる 〜旅するバイヤー極上リスト〜（2018年4月12日 - 2021年3月18日）
- これって攻めすぎ!?世界旅行（2022年7月24日 - 2023年3月19日）

## 科学・自然

### 放送中
- さわやか自然百景（1998年4月5日 - ） BS・P4K
- ダーウィンが来た! 〜生きもの新伝説〜（2006年4月9日 - ） BSP
- あしたが変わるトリセツショー（2022年4月7日 - ）

### 放送終了
自然
- アフリカの動物（1959年4月19日 - 1959年9月13日）
- 自然のアルバム（1960年4月9日 -  1985年3月31日）
- 東南アジアの自然をたずねて（1961年 - ）
- 冒険旅行（1962年4月8日 - 1964年12月27日）
- 日本の自然（1968年 - ）
- 野の花歳時記（1984年 - ）
- ウォッチング（1985年4月3日 - 1989年3月14日）
- サテライト・アイ（1985年 - ）
- ふるさとの富士（1985年 - ）
- 自然みつけた（1986年 - ）
- 自然のたより（1989年 - ）
- 地球ファミリー（1989年4月10日 - 1992年3月16日）
- 花の自然誌（1989年10月1日 - 1990年3月25日）
- 緑のワンダーランド（1990年 - ）
- 地球たいせつに（1990年 - ）
- 生きもの地球紀行（1992年4月6日 - 2001年3月26日）
- ふるさと自然発見（1993年 - ）
- どうぶつ家族（1999年 - ）
- 地球!ふしぎ大自然（2001年4月2日 - 2006年3月13日）

科学情報
- 科学実験室（1957年 - ）
- みんなの科学（1957年11月4日 - 1961年4月3日）
- 原子力時代の物理学（1959年 - ）
- 未来ははじまっている（1960年 - ）
- 科学時代（1961年4月5日 - 1967年3月30日）
- 四つの目（1966年3月23日 - 1972年3月30日）
- あすをひらく（1967年4月9日 - 1971年3月11日）
- あすへの記録（1971年4月7日 - 1978年3月8日）
- レンズはさぐる（1972年4月6日 - 1978年3月17日）
- 科学ドキュメント （1978年4月3日 - 1983年3月7日）
- パノラマ太陽系（1980年8月11日 - 8月16日）
- クローズアップ（1983年4月11日 - 1988年3月15日）
- ハイライト科学万博（1985年3月21日 - 1985年9月26日）
- 科学びっくりビジョン（1985年10月10日 - 1986年3月27日）
- サイエンスQ（1988年4月6日 - 1989年3月7日）
- ハイテク時代の匠たち（1994年 - ）
- 地球だい好き 環境新時代（2003年4月12日 - 2006年3月11日）
- 解体新ショー（2007年4月14日 - 2009年3月13日）
- 笑わない数学（2022年7月13日 - 2023年12月6日）

生活科学
- 茶の間の科学（1956年11月8日 - 1957年4月4日，1960年9月5日 - 1966年4月1日）
- わが家の健康（1957年11月9日 - 1962年3月29日）
- 健康メモ（1978年 - ）
- ウルトラアイ（1978年5月8日 - 1986年3月17日）
- テレビ気象台（1984年4月6日 - 1985年3月15日）
- 金曜お天気博士（1985年4月5日 - 1986年3月28日）
- トライ&トライ（1986年4月14日 - 1991年3月19日）
- くらしの健康情報（1987年 - ）
- くらべてみれば（1991年4月1日 - 1994年3月24日）
- なせばなるほど（1994年4月7日 - 1995年3月16日）
- ためしてガッテン（1995年3月29日 - 2016年3月16日）
- 地球エコ（2008年 - ）
- 総合診療医ドクターG（2011年7月28日 - 2017年9月20日）
- ガッテン!（2016年4月13日 - 2022年2月2日）

## 子供向け
放送終了
- 子供の時間（1953年2月1日 - 1958年4月8日）
- 仲よしニュース（1953年 - ）
- 親子クイズ（1954年7月3日 - 1956年10月28日）
- 希望訪問（1957年4月16日 - 1959年3月31日）
- はてな劇場（1957年7月4日 - 1961年3月28日）
- 日曜家庭教室（1958年4月13日 - 1961年4月2日）
- びっくり百科（1958年1月8日 - 1960年3月29日）
- こどもニュース（1959年4月7日 - 1978年3月25日）
- おかあさんといっしょ（1959年10月5日 - 1998年4月3日[注釈 4]）
- びっくりスコープ（1960年4月9日 - 1961年4月1日）
- うたのえほん（1961年4月3日 - 1966年4月2日）
- ものしり博士（1961年4月6日 - 1969年4月5日）
- 魔法のじゅうたん（1961年4月5日 - 1963年10月2日）
- ぼくは科学記者（1961年4月5日 - 1962年3月28日）
- おとうさんの手品（1961年4月7日 - 1962年3月30日）
- 日曜テレビクラブ（1961年4月9日 - 1962年4月1日）
- おんがく特急列車（1961年4月4日 - 1961年9月26日）
- なかよし広場（1961年4月8日 - 1961年9月30日）
- ぼくもわたしも名探偵（1961年10月13日 - 1964年3月31日）
- こちらわんぱく放送局（1963年10月9日 - 1966年3月30日）
- たのしいうた（1963年4月6日 - 1964年4月4日）
- まんが学校（1964年4月6日 - 1967年3月27日）
- 歌のメリーゴーラウンド（1964年4月11日 - 1968年3月29日）
- 動物園日記（1964年 - ）
- あすは君たちのもの（1966年4月6日 - 1969年4月2日）
- みんなでホームラン（1967年4月3日 - 1968年3月25日）
- アイウエオ（1967年10月21日 - 1969年4月5日）
- 歌はともだち（1968年4月5日 - 1978年3月26日）
- チャンスだピンチだ（1969年4月9日 - 1972年3月29日）
- あなたに挑戦!（1972年4月5日 - 1975年3月27日）
- ぼくらチャレンジャー（1975年4月10日 - 1976年3月18日）
- こども面白館（1977年4月9日 - 1978年3月）
- ハテナゲーム（1976年4月10日 - 1978年3月26日）
- 600 こちら情報部（1978年4月3日 - 1984年3月）
- マルチ・スコープ（1984年4月2日 - 9月28日）
- こどもの四季（1984年4月30日 - 1987年4月3日）
- どんなモンダイQてれび（1984年10月1日 - 1986年3月24日）
- NHK子どもパビリオン（1990年4月13日 - 1991年3月29日）
- 西田ひかるの痛快人間伝 -Dashing life story-（1991年10月6日 - 1993年3月18日）
- 週刊こどもニュース（1994年4月10日 - 2010年12月19日）

## 若者向け
- 空飛ぶ机（1957年4月11日 - 1957年6月27日）
- 希望の世代（1958年7月18日 - 1960年3月18日）
- 少年映画劇場（1966年1月9日 - 1973年4月1日）
- 10代とともに（1966年4月10日 - 1974年3月31日）
- 若者たちはいま（1974年10月27日 - 1978年3月29日）
- 青春プレーバック（1985年4月13日 - 1987年3月14日）
- なんでもワンダーランド（1987年4月6日 - 1989年3月9日）
- 燃えてトライアル（1990年4月7日 - 1991年3月23日）
- 週刊・ヤング情報（1991年4月6日 - 1992年3月14日）
- 青春ドギィ&マギィ（1996年3月29日 - 1997年3月21日）
- ソリトン（1996年4月7日 - 1997年3月30日）
- 青春探検（1997年 - ）
- トップランナー（1997年4月4日 - 2002年3月14日，2006年4月14日 - 2011年3月26日）
- テレ遊びパフォー!（2008年4月 - 2010年3月）

## 育児・教育

### 放送終了
- 日曜家庭教室（1958年4月13日 - 1961年4月2日）
- 日曜テレビクラブ（1961年4月9日 - 1962年4月1日）
- 幼児の世界（1966年4月8日 - 1968年3月28日）
- 赤ちゃんの詩（1986年7月8日 - 1987年5月8日）
- パパサウルス（2007年4月2日 - 2010年3月20日）

## 趣味

### 放送中
- テレビ体操（1957年10月7日 - ）

### 放送終了
- 園芸のしおり（1958年4月13日 - ）
- 8ミリ映画腕自慢（1958年4月2日 - ）
- 婦人百科（1959年4月9日 - 1993年3月25日）
- 8ミリサロン（1959年 - ）
- 囲碁の勘どころ・将棋の勘どころ（1960年 - ）
- 季節のしおり（1961年 - ）
- 季節のいけばな（1964年 - ）
- お茶のすべて（1964年 - ）
- やさしい日本画（1964年 - ）
- やさしいスケッチ（1964年 - ）
- 書道教室（1964年 - ）
- ペン習字（1964年 - ）
- 趣味のコーナー（1966年 - ）
- 趣味の30分（1971年 - ）
- 趣味とあなたと（1972年 - ）
- この人この趣味（1975年 - ）
- 遊々専科（1989年 - ）
- オトナの遊び時間（1996年 - ）
- 趣味専科（1999年4月5日 - 2000年3月23日）
- 月刊やさい通信（2005年4月30日 - 2014年3月30日）
- 趣味の園芸プラス（2007年4月6日 - 2010年3月19日）
- 東京カワイイ★TV（2008年4月2日 - 2013年3月23日）
- もふもふモフモフ（2018年4月12日 - 2019年3月14日）

## 地域番組
- 月 - 金 18:10 - 18:58:55
  - 夕方ニュースワイド。『首都圏ネットワーク』『ニュースほっと関西』『ロクいち!福岡』（首都圏・大阪・名古屋・福岡を除く番組はすべて■）
- ニュース845（首都圏を除く番組はすべて■）
- 1ミリ革命 みんなでローカルグッド
- NHK地域局発

放送終了

## 大型特集番組
放送中の番組
- NHKスペシャル（1989年4月2日 - ）

終了した番組
- 教養特集（1956年11月8日 - 1962年） - 1962年4月2日からは教育テレビに移設。
- 海外取材番組（1959年12月10日 - 1978年3月15日）
- 70年代われらの世界（1970年4月29日 - 1975年11月27日） - 月1回
- 未来への遺産（1974年3月22日 - 1975年12月26日） - 全17回
- NHK特集（1976年4月15日 - 1989年3月28日）

## 特別番組
- NHK紅白歌合戦（1953年12月31日 - ） 5.1SS・データ
- ライブ・エール
- インタビュー ここから
- ゆく年くる年 - 年越し特番、毎年12月31日23:45 - 翌年1月1日0:15の放送
- 政見放送

終了した番組
- NHK青年の主張全国コンクール→NHK青春メッセージ（1956年 - 2004年） - 毎年成人の日
- 夢見るタマゴ!熱血浜田塾
- SAVE THE FUTURE
- 日本の、これから
- クイズでGo! ローカル線の旅
- NHK番組たまご
- ホリデーにっぽん
- 思い出のメロディー 5.1SS
- 歌謡チャリティーコンサート 5.1SS

## 広報
放送中
- NHKプレマップ（1999年3月14日 - ） - 随時放送。
- 土スタ（1999年4月10日 - ）
- Doki Doki! NHKワールド JAPAN（2015年4月5日 - ） ■
- どーも、NHK（2016年4月10日 - ） ◇
- #NHK（2021年9月27日 - ）

放送終了
- NHKだより（1960年1月1日 - 1973年4月27日）
- 今晩の番組から（1961年4月3日 - 1975年4月6日）
- 今週の番組だより（1963年4月7日 - 1964年4月5日）
- 今週のNHK（1964年4月12日 - 1966年4月3日）
- おたずねに答えて（1966年4月10日 - 1968年12月29日）
- 受信相談（1966年4月4日 - 1967年9月29日）
- NHKハイライト（1966年4月9日 - 1973年3月31日）
- NHKに望む（1968年4月28日 - 1972年3月5日）
- みなさんとNHK（1972年4月1日 - 1978年4月15日）
- ネットワークNHK（1973年4月6日 - 1977年3月20日）
- スタジオからこんにちは（1973年4月8日 - 1983年3月27日）
- NHKガイド（1975年4月7日 - 1985年3月31日）
- NHKの窓（1976年6月30日 - 1985年3月24日）
- チャンネルNHK（1983年4月10日 - 1985年3月24日）
- てれび自由席（1985年4月7日 - 1991年3月24日）
- チャンネルフラッシュ（1985年4月7日 - 1991年3月31日）
- テレマップ（1985年4月1日 - 2008年1月24日）
- わたしのテレビタイム（1986年7月6日 - 1989年3月31日）
- 番組ガイド（1991年4月7日 - 1994年3月13日）
- あなたのチャンネル（1991年4月6日 - 1993年03月13日）
- ピックアップ今夜の番組（1992年8月31日 - 2000年3月25日）
- ピックアップきょうの番組（1993年4月5日 - 2008年3月28日）
- テレビ自由席（1993年4月10日 - 1997年3月23日）
- 金曜プラザ（1994年4月15日 - 1995年3月17日）
- NHK日曜プラザ（1995年4月9日 - 1997年3月30日）
- NHK土曜プラザ（1996年4月6日 - 1997年3月15日）
- 週刊たまご NHK番組ガイド（1997年4月3日 - 1999年3月18日）
- あなたの声に答えます（1997年4月6日 - 1999年3月21日）
- ピックアップNHK（2000年3月27日 - 2002年3月15日）
- サンデーピックアップ（2000年4月2日 - 2002年3月31日）
- あすからのベストセレクション（2001年3月31日 - 2002年3月16日）
- 週刊番組ガイド（2002年4月6日 - 2003年3月15日）
- あなたとNHK（2005年10月2日 - 2007年3月18日）
- 見どころNHK（2006年4月7日 - 2010年3月11日）
- 三つのたまご（2007年4月8日 - 2011年3月6日）
- デジタル放送なんでも相談室（2007年4月8日 - 2008年2月24日）
- デジタルQ（2008年4月6日 - 2011年7月24日）
- もうすぐ8時プレマップ（2008年3月26日 - 2009年3月12日）
- 週末プレマップ（2008年10月4日 - 2016年4月2日）
- ワンセグ劇場（2009年4月1日 - 2010年3月18日）
- 歌うコンシェルジュ（2010年4月1日 - 2012年3月30日）
- デジタルテレビライフがやってきた!（2010年4月18日 - 2011年10月2日）
- BSコンシェルジュ（2011年4月4日 - 2022年3月15日） BS1・BSP・▲・■
- NHKとっておきサンデー（2011年4月10日 - 2016年4月3日）
- 知ってる!?デジタル（2012年3月4日 - 2013年3月24日）
- わたし流デジタルライフ（2013年4月7日 - 2014年3月23日）
- テレビ大好き（2014年4月6日 - 2017年03月19日）
- もうすぐ9時プレマップ（2008年10月1日 - 2017年3月31日）
- オシばん（2017年4月3日 - 2021年9月24日）
- スーパーハイビジョンなび（2017年4月8日 - 2018年12月1日）
- デジなび（2017年4月15日 - 2020年3月22日）
- 今日も、どこかでNHK - 1分ないし2分間のミニ番組だが、珍しく字幕放送（一部のみ）が付いている。2007年3月放送ではある数字をキーワードとした内容、2007年8月 - 9月および2008年2月放送では番組・取材・制作などの裏側を紹介。当時の会長であったの橋本元一を起用した作品もあった。
- 緊急地震速報～どう生かす～ - 1分間のミニ番組だが、珍しく字幕放送が付いている

## その他
放送中
- ミッドナイトチャンネル（1997年4月1日 - ）
- 時をかけるテレビ 今こそ見たい!この1本（2024年4月5日 - ）
- 被災された方へ～今すぐやってほしい健康維持の重要ワザ～

放送終了
- ふるさとネットワーク（1982年 - ）
- NHKライブラリー選集（1984年 - ）
- あの日あの時（1985年 - ）
- NHKビデオギャラリー（1987年10月9日 - 1989年4月2日）
- ぐるり にっぽん（1990年 - ）
- くつろぎテレビ館（1994年 - ）
- ナイトセレクション（1995年3月28日 - 1997年3月）
- NHKアーカイブス（2000年4月9日 - 2017年2月26日）
- あなたのアンコール（2000年 - 2006年）
- 午後の招待席（2003年 - ）
- お昼ですよ!愛・地球博（2005年3月25日 - 9月23日）
- あなたが主役 50ボイス（2009年4月 - 2013年3月14日）
- ろーかる直送便（2010年4月9日 - 2016年4月1日）
- 全国一斉地デジ化テスト - NHK・民放127社共同制作
- 麻里子さまのおりこうさま!（2011年4月6日 - 2014年3月16日）
- ぐるっと にっぽん（2017年4月15日 - 2018年3月3日）
- 天然素材NHK（2023年4月5日 - ）
- アニ＊クリ15 - スポット枠用の1分間アニメ
- 絆はじめよう - 平日 ニュース7直前の30秒間
  - 2010年1月から始まった「絆はじめよう」キャンペーンのためのミニ番組。
- 緊急地震速報PR - 30秒、1分、3分の3パターンがある。30秒や1分間のミニ番組では珍しく字幕放送が付いている。2007年10月1日に運用開始する緊急地震速報を紹介するテレビ・ラジオ全波共通の広報